# Paco Peña
Paco Peña, nato Francisco Peña Pérez (Cordova, 1º giugno 1942), è un chitarrista e compositore spagnolo di flamenco ed è considerato uno dei massimi esponenti di questo genere musicale.

## Biografia
Paco iniziò lo studio della chitarra con suo fratello all'età di sei anni ed iniziò ad esibirsi da professionista appena sei anni dopo. Incoraggiato dalla sua famiglia, lasciò la sua casa e iniziò a suonare in giro per tutta la Spagna sponsorizzato da un programma governativo tendente a preservare e diffondere la musica popolare e la danza flamenca. Ciò gli valse la scrittura da parte di rinomate compagnie di flamenco di Madrid e della Costa Brava, dove Peña si esibì come acclamato chitarrista di flamenco. Tuttavia, insoddisfatto della vita sulla costa e alla ricerca di una nuova sfida, si trasferì a Londra nei tardi anni 1960 come solista di chitarra. Inizialmente attrazione nel ristorante Antonio al Covent Garden, Peña generò così tanto interesse tra un pubblico britannico precedentemente iniziato al flamenco, che ben presto si trovò a condividere concerti con artisti come Jimi Hendrix, e fece il suo debutto solista alla Wigmore Hall nel 1967. Non passò molto tempo prima che Peña ebbe l'opportunità di girare il mondo, sia come solista che accompagnatore con esibizioni alla Carnegie Hall a New York City, alla Royal Albert Hall a Londra e al Concertgebouw di Amsterdam. In seguito fondò la prima cattedra per l'insegnamento della chitarra flamenca presso il conservatorio di musica di Rotterdam.
Peña fondò anche il Centro Flamenco Paco Peña a Cordoba, e il celebre Córdoba Guitar Festival, che nel corso degli anni ha visto esibirsi altri grandi chitarristi di flamenco come Manolo Sanlúcar e Paco de Lucía.
Nel 1997 Peña venne insignito dell'onorificenza di Oficial de la Cruz de la Orden del Mérito Civil da re Juan Carlos di Spagna.
Fra le sue composizioni più note si ricorda Misa Flamenca, una messa in flamenco, e Requiem for the Earth, entrambe acclamate dalla critica.
Nel corso della sua lunga carriera ha collaborato con Eduardo Falú ed il gruppo cileno degli Inti-Illimani.
Paco Peña risiede alternativamente a Cordoba e Londra e fra i suoi più recenti concerti si ricordano Flamenco Sin Fronteras, che esplora le relazioni fra la musica del Venezuela ed il flamenco e Quimeras con la Paco Peña Flamenco Dance Company che rappresenta la dei mori dell'Africa giunti in Andalusia.
Peña ha collaborato con il chitarrista classico John Williams ed è stato intervistato su Channel 4 (UK) TV nella serie Guitarra! da Julian Bream. Ha anche scritto il capitolo sulla chitarra flamenca del libro The Guitar (A Guide For Students And Teachers).

## Discografia

### Album
- 1966 Flamenco! (El Sali & his Ballet Espagnol)
- 1968 The Incredible Paco Peña
- 1969 Carnival (con Los Marachuchos)
- 1970 The Art of Flamenco
- 1970 Flamenco
- 1972 Flamenco Puro Live
- 1973 The Art of the Flamenco Guitar
- 1975 Fabulous Flamenco!
- 1976 Toques Flamencos
- 1977 La Gitarra Flamenca
- 1978 The Flamenco World of Paco Peña
- 1979 Live in London
- 1980 Live at Sadler's Wells
- 1985 Flamenco Vivo
- 1987 Flamenco Guitar Music di Ramón Montoya e Niño Ricardo
- 1987 - Fragments of a Dream (con Inti-Illimani e John Williams)
- 1988 Azahara
- 1990 - Leyenda (con Inti-Illimani e John Williams)
- 1991 Misa Flamenca
- 1992 Encuentro (con Eduardo Falú)
- 1995 The Art of Paco Peña (Antologia)
- 1999 Arte y Pasión (Live)
- 2000 Flamenco Guitar (Twofer of Montoya/Ricardo & Azahara)
- 2003 Flamenco Master: Essential flamenco recordings (Antologia)
- 2004 Fabulous Flamenco / La Gitarra Flamenca (Remastered)
- 2007 Requiem for the Earth
- 2007 A Flamenco Guitar Recital (Live)
- 2007 His Essential Recordings (Antologia)
- 2008 A Compás! (Live)
- 2014 Duo Recital (con Eliot Fisk)

## Videografia
- 1991 Misa Flamenca
- 1985 Guitarra! (Julian Bream)